# Zuidbroek (Wierden)
Zuidbroek is woonwijk in aanbouw in het zuiden van het dorp Wierden. In 2009 is men begonnen met de bouw van de eerste 580 woningen. In totaal is in Zuidbroek plek voor 1350 woningen. De wijk zal komen te liggen tussen de Rijksweg 35 en Wierden.
Het is de bedoeling dat de wijk een als parkachtige omgeving wordt opgebouwd. De nieuwe straatnamen die gebruikt gaan worden hebben als thema "water". Het gaat om Waterloop, Watergang, Waterkering, Waterpoort, Waterdam, Waterkolk en Waterspiegel.